# Nissan Tiida
Nissan Tiida (яп. 日産・ティーダ Тъи:да, от англ. tide — «прилив/отлив») — серия  легковых автомобилей , выпускаемых японской компанией Nissan с 2004 года. Первое поколение выпускалось с сентября 2004 года по июнь 2018 года и стало глобальным автомобилем. Второе поколение выпускается с 2011 года.

## Первое поколение

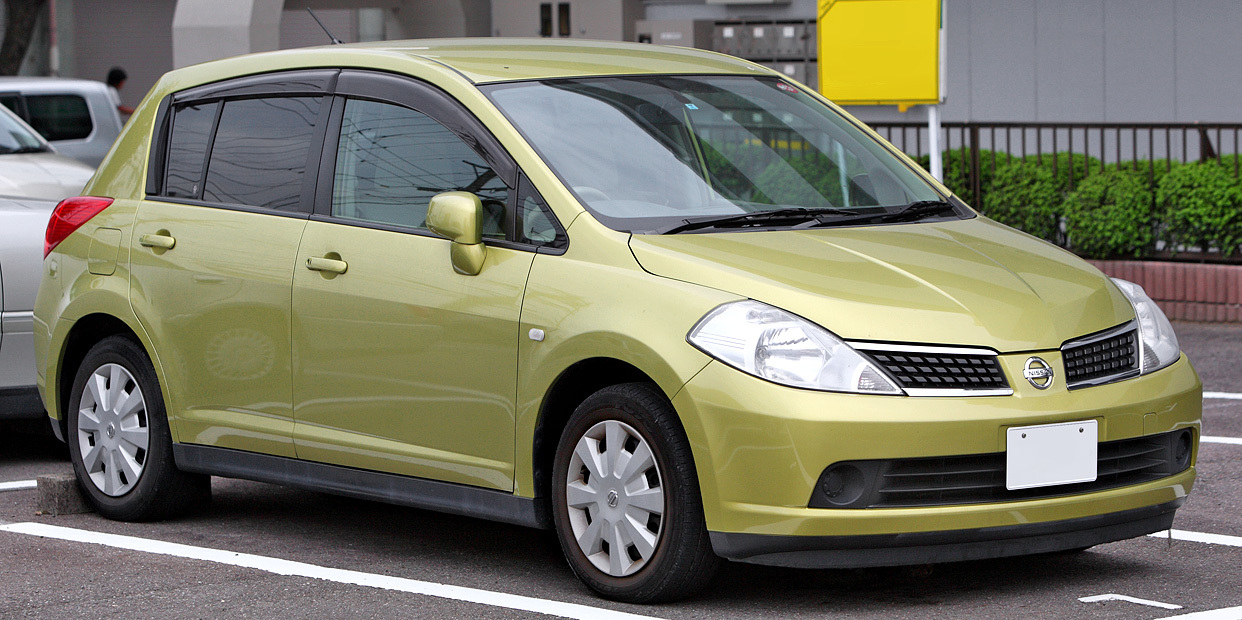
Модель в кузове хетчбэк (Япония, 2004)

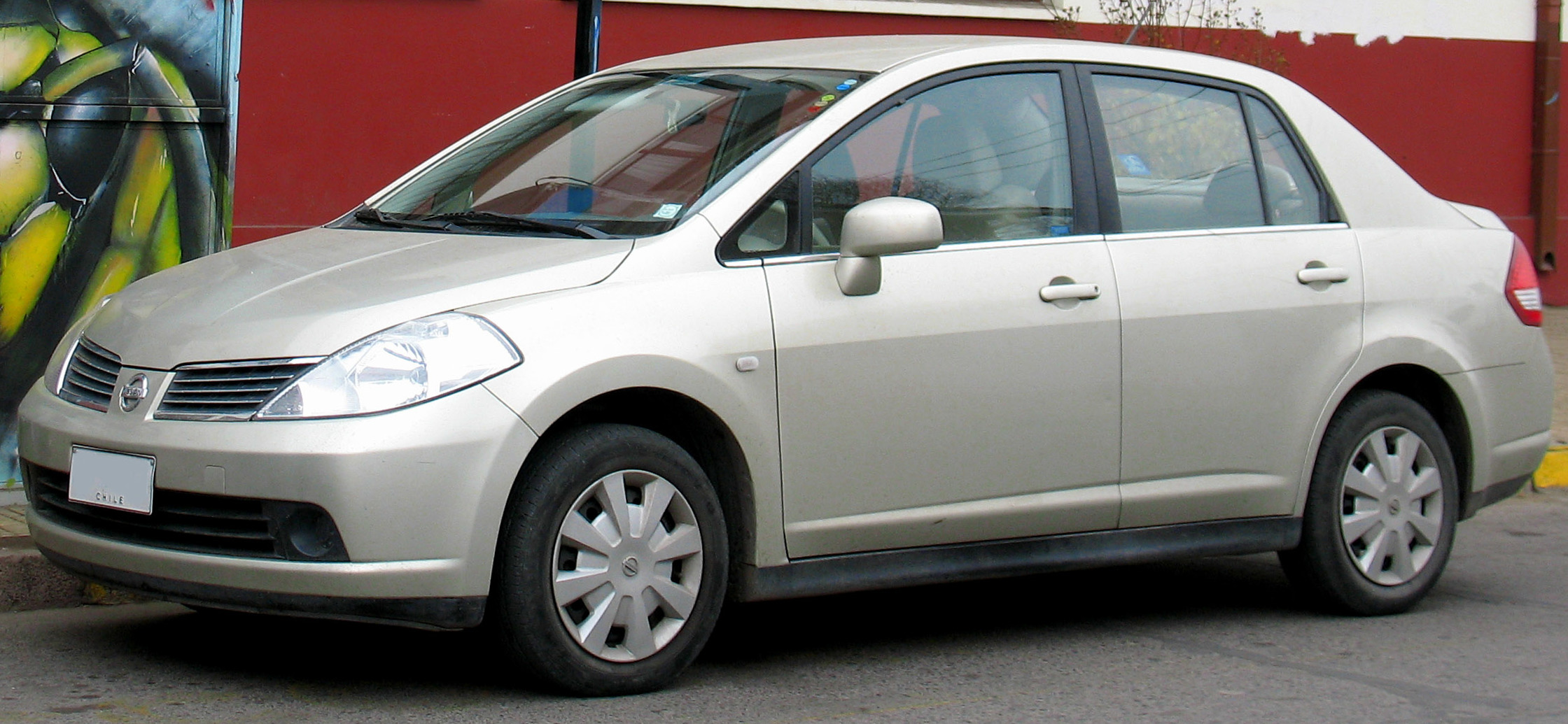
Модель в кузове седан (Чили, 2007)

Прототип модели под названием Nissan C-Note (яп. ニッサン シーノート Си:Но:то) был представлен в октябре 2003 года на Токийском автосалоне. Продажи серийной пятидверной модели в Японии стартовали в сентябре 2004 года. В октябре за ней последовал седан, получивший на местном рынке имя Tiida Latio (яп. ティーダ ラティオ Тъи:да Ратъио). Тюнинг-ателье Autech, принадлежащее Nissan, выпустило несколько специальных версий автомобиля: тюнингованная Autech Tiida Axis, автомобили для людей с ограниченными возможностями и версия седана Tiida Latio для автошкол. Модель прошла два обновления: более крупное в 2008 году и небольшое в 2010 году. С апреля 2005 года началось производство модели в Китае на заводе фирмы Dongfeng. Седан здесь получил название Nissan Yida, а хетчбэк — Nissan Qida (использовались параллельно с официальным). С июня 2006 года Tiida стал доступен на Тайване, где выпускался до 2018 года. В Китае и Тайване модель проходила несколько обновлений, а также получала несколько специальных версий. Производство было налажено и в Таиланде, откуда модель с 2006 года экспортировалась в Малайзию, Сингапур и Австралию. В Малайзии и Сингапуре автомобиль носил название Nissan Latio.
В сентябре 2005 года была представлена модель для рынков США и Канады, получившая название Nissan Versa. Её сборка осуществлялась в Мексике, штат Агуаскальентес, а продажи начались с июля 2006 года. С ноября 2008 года в продажу поступила новая базовая комплектация седана Versa, ставшая самым дешёвым новым автомобилем в США (9990 долларов). В течение выпуска модель проходила несколько обновлений, самое крупное произошло в ноябре 2009 года. Седан оставался в продаже до июля 2011 года, а хетчбэк — до 2013 года. В 2007 году спектр рынков модели расширился на Южную Америку. В октябре 2008 года был представлен прототип седана Dodge Trazo, который планировалось продавать в странах Mercosulя, однако летом 2009 года он был отменён. В 2009 году для рынка Бразилии была представлена модель с битопливным двигателем Flex Fuel. Седан был снят с продаж в 2011 году, а хетчбэк — в 2013 году. Производство в Мексике продолжалось до июня 2018 года. Летом 2007 года модель добралась до Европы, а осенью — до России и Украины. Поставка автомобилей в Европу также осуществлялась из Мексики. В октябре 2010 года европейская и российская модель пережила небольшое обновление. Продажи были прекращены в 2014 году, когда в Европу была завезена модель второго поколения. В России смена поколений произошла в 2015 году.

## Второе поколение
Второе поколение C12 было показано в апреле 2011 года на Шанхайском автосалоне. Оно не продаётся в Японии и России. Продажи начались в июле 2011 года. В Америке продаётся под именем Versa, а в Австралии под именем Pulsar.
В Австралии Tiida производится под именем Pulsar. Оснащается 1,6 литровым двигателем с трансмиссией CVT. В Азии также производится под именем Pulsar. Оснащается двигателем MRA8DE.

### C13
В 2014 году Nissan Tiida пережил серьёзный рестайлинг и в Европе появился под именем Nissan Pulsar. 
В 2015 автомобиль дебютировал на российском рынке под именем Nissan Tiida. Производство хетчбэков по полному циклу со сваркой и окраской организовали на заводе в Ижевске, где в уже выпускался соплатформенный седан Nissan Sentra. Продажи модели в России стартовали 30 марта 2015 года. Спрос на хетчбэк Tiida оказался низким, и в августе того же года производство модели в Ижевске завершилось. Всего за полгода сделали 3428 машин для российского рынка.
Внешне Nissan Tiida ижевского производства выглядел так же, как европейский Nissan Pulsar, но машины для России базировались на более старой платформе B вместо платформы V у европейских машин. Платформу специально заменили для России для того чтобы увеличить дорожный просвет. В платформу V не удалось бы внести такие изменения. В машине другие боковые зеркала, выемки для ручек дверей больше, под бампером нет резинового уплотнителя, интерьер достался от Nissan Sentra, от него же достался 117-сильный двигатель HR16DE объёмом 1,6 литра и трансмиссии (пятиступечнатая механическая коробка передач или вариатор Jatco).
Для Nissan Tiida предусмотрено четыре комплектации: 
- Welcome — имеет системы динамической стабилизации (ESP), антипробуксовочную (VTC), антиблокировочную (ABS), распределения тормозных усилий (EBD), а также интеллектуальную помощь при торможении (Brake Assist).
- Comfort — добавлен кондиционер.
- Elegance — можно дополнить на выбор пакетами Connect (мультимедиа Nissan Connect 2Kai, камера заднего вида) и Plus (датчики света и дождя, бесключевой доступ, салонное зеркало с автозатемнением, а боковые зеркала с электроприводом складывания).
- Tekna — включает навигацию, светодиодные фары вместо ксеноновых.